# Argirop
Els argirops (Argyrops) són un gènere de peixos pertanyent a la família dels espàrids.

## Taxonomia
- Argirop de Bleeker (A. bleekeri) (Oshima, 1927)[4]
- Argirop filamentós (A. filamentosus) (Valenciennes, 1830)[5]
- Argirop d'ulls grossos (A. megalommatus) (Klunzinger, 1870)[6]
- Argirop espinós (A. spinifer) (Forsskål, 1775)[7][8][9][10][11][12][13]